# أوسامو ماتسوموتو
أوسامو ماتسوموتو (باليابانية: 松本 修) (مواليد 28 يوليو 1978)، هو لاعب كرة قدم سابق كان يلعب كمدافع.